# کاترین بوث

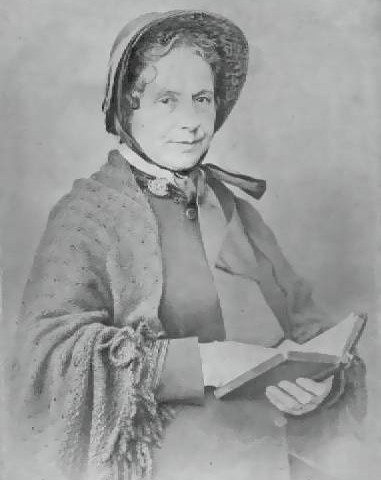
کاترین بوث

کاترین بوث (انگلیسی: Catherine Booth؛ ‏ ۱۷ ژانویه ۱۸۲۹–۴ اکتبر ۱۸۹۰) به همراه همسرش ویلیام بوث از بنیانگذاران سپاه رستگاری بود. او را به دلیل تأثیری که در تشکیل ارتش رستگاری داشت، به‌عنوان «مادر ارتش نجات» شناخته می‌شود.

## زندگی‌نامه
او با نام کاترین مامفورد در اشبورن، دربی‌شر، انگلستان، در سال ۱۸۲۹ از پدر و مادری متدیست به نام‌های جان مامفورد و سارا میلوارد به دنیا آمد. پدرش کالسکه ساز و گهگاه واعظ بود. خانواده او بعداً به بوستون، لینکلن‌شر نقل مکان کردند و بعداً در بریکستون، لندن زندگی کردند. کاترین از کودکی دختری جدی و حساس بود. او تربیت مسیحی قوی‌ای داشت و گفته می‌شد که قبل از ۱۲ سالگی هشت بار کتاب مقدس را خوانده است. در دوران نوجوانی کاترین، انحنای ستون فقرات منجر به سال‌ها بیکاری اجباری شد. با این حال، او خودش را مشغول کرد و به ویژه نگران مشکلات اعتیاد به الکل بود. او حتی به عنوان یک دختر جوان به عنوان منشی انجمن اعتدال نوجوانان مشغول نوشتن مقاله برای یک مجله اعتدال بود. کاترین عضو گروه محلی امید و از حامیان انجمن ملی اعتدال بود. هنگامی که کاترین در سال ۱۸۵۰ از محکوم کردن اصلاح‌طلبان متدیست خودداری کرد، متدیست‌های وسلی او را اخراج کردند. او برای اصلاح طلبان یک کلاس مدرسه یکشنبه دخترانه را در کلافام رهبری کرد. در خانه ادوارد رابیتس، در سال ۱۸۵۱، با ویلیام بوث، که او نیز توسط وسلی‌ها به دلیل همدردی با اصلاحات اخراج شده بود، ملاقات کرد. ویلیام در حال خواندن شعر اعتدال بود، «رؤیای گروگ فروشنده»، که برای کاترین، که اشتیاق جدید متدیست به پرهیز را پذیرفته بود، جذاب بود. در طول سه سال نامزدی آنها، کاترین دائماً نامه‌های تشویقی برای ویلیام می‌نوشت و او کار خسته کننده یک واعظ را انجام می‌داد. آنها در ۱۶ ژوئن ۱۸۵۵ [۴] در کلیسای جماعتی استوکول گرین در لندن ازدواج کردند. عروسی آنها بسیار ساده بود، زیرا آنها می‌خواستند از زمان و پول خود برای خدمت او استفاده کنند. حتی در ماه عسل از ویلیام خواسته شد که در جلسات سخنرانی کند. غرفه‌ها هشت فرزند داشتند: برامول بوث، بالینگتون بوث، کیت بوث، اما بوث، هربرت بوث، ماری بوث، اوانجلین بوث و لوسی بوث، و وقف ارائه دانش مسیحی محکم به آنها بودند. دو تن از فرزندان آنها، برامول و اوانجلین، بعداً ژنرال‌های ارتش رستگاری شدند.

## دوران خدمات کشیشی
کاترین شروع به فعالیت بیشتر در کار کلیسای بریگهاوس کرد. اگرچه او بسیار عصبی بود، اما از کار با جوانان لذت می‌برد و شجاعت صحبت کردن در جلسات کودکان را پیدا می‌کرد. در این دوره او مدلی را کشف کرد، فیبی پالمر، احیاگر آمریکایی وسلی. با تشویق ویلیام، کاترین جزوه ای با عنوان «وزارت زن: حق زن برای موعظه انجیل» (۱۸۵۹)، در دفاع از موعظه خانم فیبی پالمر، واعظ آمریکایی، نوشت، که موعظه او سر و صدای زیادی در منطقه ای که غرفه‌ها در آن زندگی می‌کردند، برانگیخت. وزارت زنان یک عذرخواهی کوتاه و قدرتمند برای حقوق زنان برای موعظه انجیل بود. این جزوه سه اصل اصلی را که اعتقادات او بر آن استوار بود، مشخص می‌کند. اول، کاترین متوجه شد که زنان نه به‌طور طبیعی و نه از نظر اخلاقی پایین‌تر از مردان هستند. دوم، او معتقد بود هیچ دلیلی از کتاب مقدس برای انکار آنها از خدمت عمومی وجود ندارد. ثالثاً، او اظهار داشت که آنچه را که کتاب مقدس توصیه می‌کند، روح‌القدس مقرر و برکت داده است و باید توجیه شود. او شکایت کرد که «اجرای غیرقابل توجیه» توصیه پولس، «اجازه دهید زنان شما در کلیساها سکوت کنند (اول قرنتیان ۱۴:۳۴)، منجر به زیان بیشتر برای کلیسا، شرارت برای جهان، و آبروریزی برای خدا شده است. بیش از هر یک از خطاهای [آن]».